# 唧筒座矮星系
唧筒座矮星系是在唧筒座的一個矮橢圓星系，距離地球430萬光年，是本星系群的成員之一。唧筒座矮星系相信與棒旋星系NGC 3109之間有潮汐作用力的存在。

## 歷史
唧筒座矮星系是在1999年被阿倫·懷丁、喬治·許和邁克·歐文發現的，他的位置正巧在本星系群的0速度面上。